# DerMarr Johnson
DerMarr Miles Johnson (ur. 5 maja 1980 w Waszyngtonie) – amerykański koszykarz grający na pozycjach rzucającego obrońcy lub  niskiego skrzydłowego.
W 1998 i 1999 został zaliczony do I składu Parade All-American, a także USA Today (1999). W 1999 został wybrany koszykarzem roku amerykańskich szkół średnich (Parade Player of the Year), wystąpił też w meczu gwiazd amerykańskich szkół średnich McDonald’s All-American.

## Osiągnięcia
Na podstawie, o ile nie zaznaczono inaczej.
NCAA
- Uczestnik rozgrywek II rundy turnieju NCAA (2000)
- Mistrz sezonu regularnego konferencji USA (2000)
- Najlepszy pierwszoroczny zawodnik roku konferencji USA (2000)
- Zaliczony do:
  - I składu najlepszych pierwszorocznych zawodników konferencji USA (2000)
  - II składu konferencji USA (2000)

Indywidualne
- Zaliczony do składu honorable mention All-D-League (2008)